# Polyommatus atys
Polyommatus atys is een vlinder uit de familie van de Lycaenidae. De wetenschappelijke naam van de soort is voor het eerst gepubliceerd in 1851 door Paul Bernhard Gerhard.
De soort komt voor in Armenië.